# Strajk generalny
Strajk generalny (również: strajk powszechny) – forma strajku, polegająca na przerwaniu pracy przez wszystkich (lub znaczną część) pracowników najemnych na określonym obszarze, takim jak miejscowość, region czy cały kraj. W odróżnieniu od strajku branżowego, strajk generalny obejmuje pracowników wielu sektorów gospodarki i ma na celu osiągnięcie szerokich celów ekonomicznych lub politycznych.

## Historia

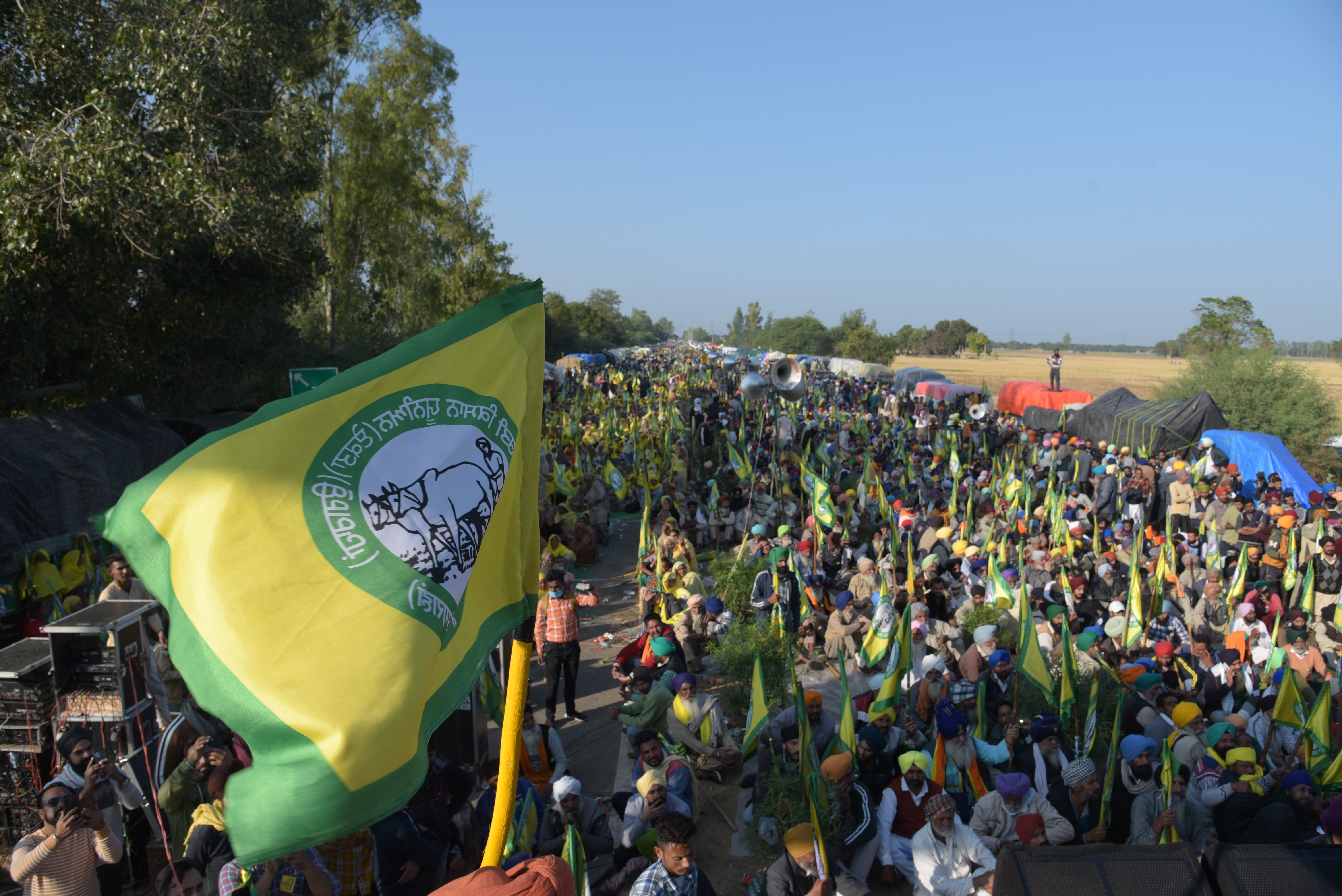
Farmerzy protestujący w Indiach podczas strajku generalnego w 2020.

Idea strajku generalnego jako świadomej taktyki w ramach negocjacji zbiorowych pojawiła się najprawdopodobniej w Wielkiej Brytanii, gdzie termin ten wszedł do użycia już w latach 30. XIX wieku. W drugiej połowie tego stulecia, francuscy syndykaliści zaczęli postrzegać strajk generalny jako narzędzie rewolucji społecznej i bezpośredniego obalenia właścicieli przemysłu.
Strajki generalne stały się możliwe dzięki rozwojowi dużych związków zawodowych pod koniec XIX wieku. Przykładem były dwa strajki generalne w Belgii w latach 1893 i 1902, organizowane na rzecz powszechnego prawa wyborczego dla mężczyzn. Podobny strajk miał miejsce w Szwecji w 1902, a jego celem była obrona praw pracowniczych. We Włoszech w 1904 doszło do ogólnokrajowego strajku w proteście przeciwko wykorzystywaniu wojska do łamania strajków.
W Imperium Rosyjskim (w tym również Królestwie Polskim), podczas rewolucji 1905, strajk generalny odegrał kluczową rolę, zmuszając cara do wydania Manifestu październikowego, w którym obiecał utworzenie konstytucji i parlamentu. W 1909 w Szwecji ponownie doszło do strajku generalnego – tym razem w odpowiedzi na zamrożenie płac i lokaut stosowany przez pracodawców. Strajk objął prawie połowę siły roboczej kraju i trwał miesiąc, kończąc się porozumieniem bez użycia przemocy.
W 1920 strajk generalny w Berlinie udaremnił prawicową próbę przejęcia władzy w Niemczech. W 1926 w Wielkiej Brytanii doszło do jednego z największych strajków generalnych w historii kraju. Zorganizowany przez Kongres Związków Zawodowych (TUC) w obronie górników, strajk objął około trzy miliony pracowników i trwał dziewięć dni, zakończył się 12 maja.

### Strajki po II wojnie światowej
Po II wojnie światowej strajki generalne w Europie miały miejsce stosunkowo rzadko. Wyróżnia się m.in. strajk we Francji w maju 1968, wywołany przez żądania reform edukacyjnych, oraz strajki we Włoszech w listopadzie tego samego roku, które objęły ponad 12 milionów pracowników i dotyczyły reform społecznych i edukacyjnych.
Kolejny znaczący strajk generalny odbył się we Francji w dniach 24 listopada – 12 grudnia 1995. Dotknął on transportu publicznego, ochrony zdrowia, poczty i wielu innych usług publicznych, będąc reakcją na planowane przez rząd ograniczenia w zakresie świadczeń socjalnych.
W Stanach Zjednoczonych ruch związkowy w dużej mierze akceptuje nienaruszalność zbiorowych umów pracy, co oznacza, że zasadniczo sprzeciwia się idei strajku generalnego jako formie protestu. W związku z tym tego rodzaju strajki są tam rzadkością.
Inaczej sytuacja wyglądała w krajach azjatyckich i afrykańskich, gdzie związki zawodowe często były powiązane z ruchami niepodległościowymi i wykorzystywały strajk generalny jako środek protestu politycznego w okresie kolonialnym. Mimo że ograniczony rozwój przemysłu w wielu z tych krajów po dekolonizacji wpływał na skalę działalności związkowej, tam gdzie związki zawodowe funkcjonowały, strajki generalne nadal były wykorzystywane jako narzędzie walki zarówno o cele ekonomiczne, jak i polityczne.
W 2020 w Indiach miał miejsce strajk generalny, który jest najprawdopodobniej największym w historii ludzkości strajkiem, biorąc pod uwagę ilość uczestników, których liczbę oszacowano na ponad 250 000 000.